# Мейфилд, Имаму
Имаму Амири Ме́йфилд (англ. Imamu Amiri Mayfield; род. 19 апреля 1972 года, Фрихолд, Нью-Джерси, США) — американский боксёр-профессионал, выступавший в 1-й тяжёлой весовой категории. Чемпион мира в 1-й тяжёлой (версия IBF, 1997—1998) весовой категории.

## 1994—2008
Дебютировал в феврале 1994 года.
В ноябре 1997 года Мейфилд победил по очкам чемпиона мира 1-м тяжёлом весе по версии IBF Юрайя Гранта.
В марте 1998 года он в 11-м раунде нокаутировал непобеждённого Терри Данстана. В октябре того же года Имаму Мейфилд проиграл нокаутом в 9-м раунде Артуру Уильямсу.
В мае 2000 года он проиграл нокаутом в 3-м раунде непобеждённом чемпиону мира в 1-м тяжёлом весе по версии WBC Хуану Карлосу Гомесу.
В октябре 2001 года в отборочном бою за титул WBC в 1-м тяжёлом весе Мейфилд проиграл техническим нокаутом в 9-м раунде Хорхе Фернандо Кастро.
В сентябре 2002 года он победил по очкам в 6-раундовом бою Питера Охелло.
В июне 2003 года Мейфилд свёл вничью бой с Таурусом Сайксом.
В июле 2004 года он проиграл нокаутом в 5-м раунде Лоуренсу Клей-Бею.
В марте 2006 года Мейфилд проиграл по очкам Кшиштофу Влодарчику. В декабре того же года Имаму Мейфилд проиграл нокаутом в 3-м раунде Александру Поветкину.
В феврале 2008 года Имаму Мейфилд проиграл техническим нокаутом в 1-м раунде Джонатону Бэнксу и завершил профессиональную карьеру.
19 марта 2016 года Имаму Мейфилд вернулся в бокс. В 6-раундовом бою за звание чемпиона штата Нью-Джерси в супертяжёлом весе по единогласному решению проиграл Даниэлю Паскьёлле.